# ハインリッヒ・シューク
ハインリヒ・シューフ（ドイツ語:Heinrich Schëuch、1864年6月21日 - 1946年9月3日）は、プロイセン王国及びドイツ帝国の軍人、政治家。プロイセン陸軍の歩兵大将で第34代陸軍大臣である。

## 称号
1939年8月27日、シェークは第一次世界大戦のタンネンベルクの戦いの功績により、ドイツ国防軍の「名誉歩兵大将」の称号を授与された。